# Poulamon atlantique
Microgadus tomcod
 (janvier 2009).
Espèce
Statut de conservation UICN

 LC  : Préoccupation mineure
Le poulamon atlantique (Microgadus tomcod) est une espèce de poissons de la famille des Gadidés de la côte est de l’Amérique du Nord. Il fait l'objet de la pêche sur glace sous le nom de petit poisson des chenaux, principalement au Québec.
Autres appellations
- Poisson des chenaux, petite morue et poisson de Noël
- Atlantic tomcod et frostfish en anglais.

## Anatomie
Il se distingue par la présence de trois nageoires dorsales et d’un barbillon. Les spécimens adultes mesurent de 15 à 20 cm, mais peuvent atteindre 45 cm. Le museau et la partie postérieure du corps sont légèrement aplatis dorso-ventralement. Le poisson arbore une coloration allant du brun au brun-olive sauf sur le ventre où il est plutôt blanc-grisâtre. Ses écailles sont petites et plutôt lisses. Il présente un barbillon très court situé sous la mâchoire. Le poulamon atlantique possède également une nageoire caudale de forme arrondie. Les rayons de ses nageoires sont mous. De plus, le second rayon de ses nageoires pelviennes est plus long et effilé.

## Distribution
Le poulamon atlantique (Microgadus tomcod) est une espèce commune de nombreux estuaires et des mers froides et tempérées septentrionales. Il est largement réparti le long de la côte est de l’Amérique du Nord. Plus précisément, la répartition du poulamon atlantique s’étend du fleuve Hudson (État de New York) jusqu’au Labrador (province de Terre-Neuve-et-Labrador), en passant par le golfe et l’estuaire du Saint-Laurent (province de Québec). Le poulamon se situe préférentiellement dans les eaux côtières peu profondes, dans les embouchures de rivières et dans les estrans. Certaines études ont démontré l’existence de plusieurs populations distinctes de Microgadus tomcod qui évoluent localement. Par exemple, au Québec, on retrouve une population de poulamon atlantique dans la partie amont de l’estuaire moyen du Saint-Laurent, soit entre l’Île d’Orléans et l’Île aux Coudres. Contrairement aux populations de l’Atlantique qui accèdent périodiquement aux eaux marines, celles du Saint-Laurent, qui sont réparties entre 290-515 km de l’embouchure de l’estuaire, ne vont jamais rejoindre l’océan Atlantique.

## Comportement migratoire
Le comportement migratoire du poulamon atlantique est étroitement relié à sa reproduction. Le poulamon atlantique est généralement considéré anadrome, bien que certaines études aient relevé l’existence de populations résidentes. À maturité, les poulamons de l’océan Atlantique migrent vers les rivières et tributaires afin de se reproduire en eaux douces. Le poulamon atlantique de l’estuaire du Saint-Laurent migre quant à lui vers la rivière Sainte-Anne (province de Québec). Le maximum de montaison a lieu entre les mois de décembre et de janvier. Les poulamons profitent généralement de la marée montante pour migrer vers l’amont bien que certains remontent contre le courant. Ce comportement peut également être accentué par l’augmentation des vitesses de l’écoulement associée à la morphologie hivernale de la rivière. Suivant la fraie, la majorité des géniteurs retournent vers l’estuaire du Saint-Laurent à marée descendante. Refermant la boucle, les jeunes poulamons migrent vers l’estuaire aux environs des mois de janvier et février afin d’y croître, jusqu’au moment où ils reviendront se reproduire en rivière.

## Reproduction

### Fraie
Une des caractéristiques inusitées des poulamons est qu’ils fraient en hiver, sous le couvert de glace. Les dates varient légèrement d’un cours d'eau à l’autre. Par exemple, elle s’observe de janvier à février pour les populations du fleuve Hudson et de la mi-décembre à la mi-février pour la population de la rivière Sainte-Anne. Une fois pondus, les œufs, qui ont un diamètre d’environ 1,5 mm, tombent au fond du cours d'eau pour adhérer au substrat disponible. Cependant, dans certains cours d'eau où se forme du frasil, (petits cristaux de glace en suspension dans l’eau qui peuvent s’accumuler pour former des barrages) les poulamons peuvent l’utiliser comme substrat pour les œufs. Les œufs seraient donc déposés dans le barrage de frasil, en aval de rapides. Le frasil pourrait offrir une protection pour les œufs et les larves contre les prédateurs, l’ensablement et les chocs mécaniques. Le temps d’incubation dépend de la température et de la salinité de l’eau. En effet, dans le cas des poulamons du fleuve Hudson, il faut compter environ 54 jours d’incubation à une température allant de 2 °C à 4,5 °C, et en moyenne 63 jours pour des températures de 1,2 °C à 1,6 °C. Quant à la salinité, il a été démontré que le temps d’incubation diminue lorsque celle-ci augmente. Par exemple, une incubation qui a lieu dans des températures variant entre 4 °C et 9 °C, passe d’une durée de 53 jours à une salinité de 0 ppt, à une durée de 38 jours pour une salinité de 30 ppt.

### Transport des œufs et des larves

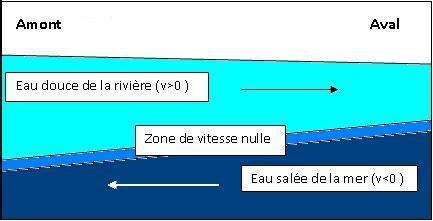
Schéma représentant les courants d’un estuaire où l’eau douce moins dense coule au-dessus de l’eau salée qui remonte vers les terres. Les poulamons cherchent surtout à rester dans la zone de vitesse nulle.

Au fil des semaines, les jeunes larves dérivent jusqu’à un estuaire, où elles pourront se nourrir et croître. Cette dérive des  œufs et des larves dépend du débit. Dans le cas des rivières à frasil, la formation d’un barrage de frasil contribue aussi à la rétention des œufs et des larves. Les températures et les débits élevés peuvent causer une dérive massive des embryons et des œufs. Dans le cas du fleuve Saint-Laurent, les larves de poulamons s’accumulent dans la zone de l’extrémité est de l’Île d’Orléans, où les courants de marées remontent, entraînant une grande quantité de particules, qui rendent l’eau turbide et riche en nutriments. Afin de rester dans l’estuaire, qui constitue un lieu favorable à leur croissance, les poulamons se positionnent surtout à la profondeur à laquelle le courant est nul, c’est-à-dire entre le courant descendant de l’eau plus douce de la surface, et celui de l’eau salée du fond qui remonte vers les terres, lors des épisodes de marée (voir fig.1).

## Économie

### Pêche commerciale
Les prises commerciales de poulamon atlantique dans le nord-est de l’Amérique du Nord ont fortement décliné au cours du XXe siècle. Ainsi, il n’y a plus de statistiques de prises du poulamon atlantique en Nouvelle-Angleterre depuis la fin des années 1950. De plus, la pêche commerciale du poulamon a été arrêtée dans les affluents du fleuve Saint-Laurent dans la région de la Mauricie en 1993 en raison de la forte diminution des stocks.
De 1984 à 2003, le débarquement commercial moyen annuel de poulamons dans le golfe du Saint-Laurent a été de 70 tonnes pour une valeur moyenne annuelle de 17 400 $. Dans les eaux douces du Québec, le débarquement commercial moyen a été de 32 tonnes pour une valeur moyenne de 28 000 $.

### Pêche récréative

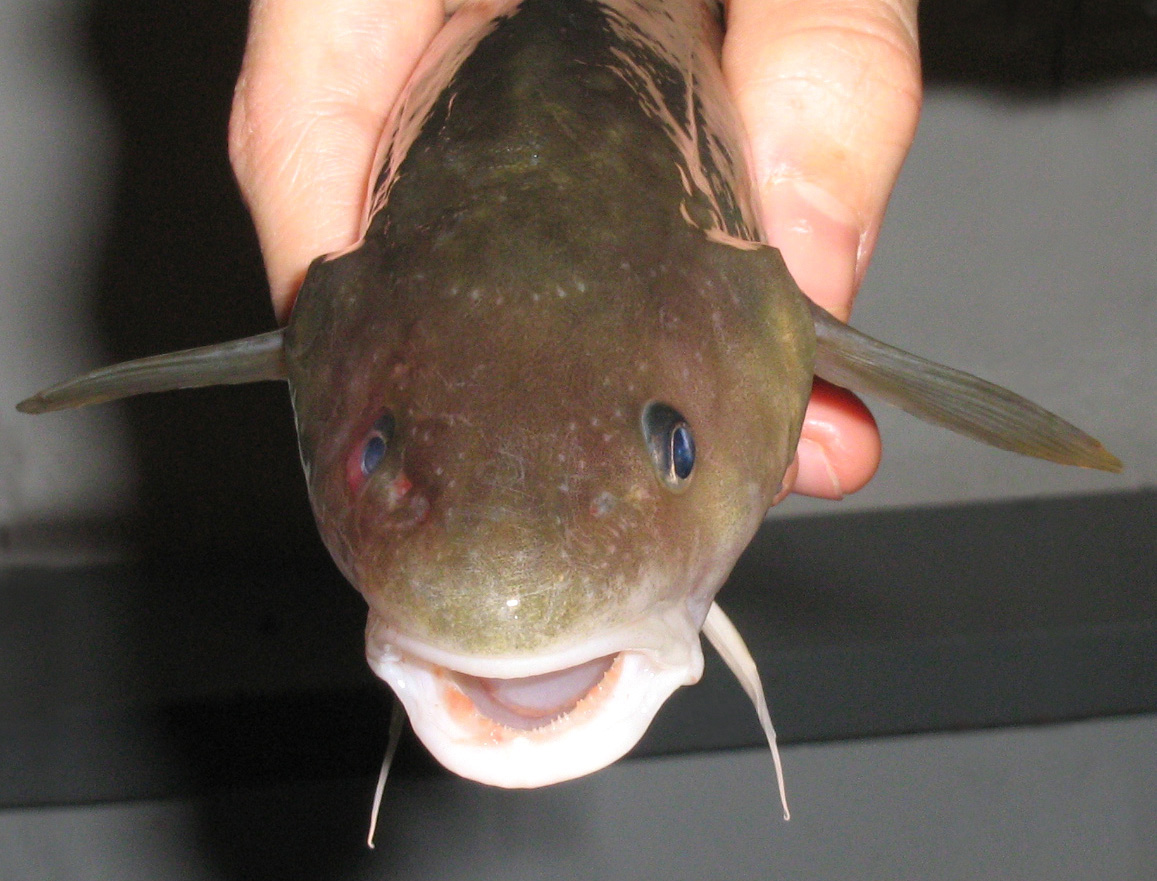
Tête de poulamon atlantique.

La pêche récréative du poulamon atlantique s’effectue lors de sa fraie dans les rivières en hiver. La rivière Sainte-Anne (Mauricie) dans la municipalité de Sainte-Anne-de-la-Pérade est de loin l’endroit où la pêche blanche du poulamon est la plus importante. Ainsi, chaque année, environ 100 000 personnes, profitent du village de chalets érigés sur la rivière glacée pour y pêcher près d'un million de poulamons, sur une population totale d'environ 800 millions de poulamons qui fraient dans la rivière Sainte-Anne (Mauricie) chaque année. Cette activité touristique populaire, communément appelée pêche aux petits poissons des chenaux, engendre des retombées économiques régionales d’environ six millions de dollars par année. https://poissonsdeschenauxenligne.net/
Quoique de façon moins importante, la pêche récréative du poulamon est aussi présente dans les provinces maritimes du Canada et dans le Nord-est des États-Unis. Ainsi, selon le site Internet de Pêches et Océans Canada, environ 300 000 poulamons sont pêchés de façon récréative dans la province de Terre-Neuve.

### Évolution génétique
Après que General Electric eut versé des polychlorobiphényles (PCB) dans le fleuve Hudson de 1947 à 1976, les poulamons atlantiques du fleuve furent retrouvés avec une plus forte résistance aux effets du composé toxique. Des scientifiques ont identifié une mutation génétique présente dans 99 % des poulamons atlantiques du fleuve (et moins de 10 % pour ceux des autres endroits) ce qui explique l'origine de cette résistance accrue.